# Anthurium kugkumasii
Anthurium kugkumasii är en kallaväxtart som beskrevs av Thomas Bernard Croat. Anthurium kugkumasii ingår i släktet Anthurium och familjen kallaväxter. Inga underarter finns listade.